# Aymer de Valence, 2. Earl of Pembroke

Wappen von Aymer de Valence, 2. Earl of Pembroke

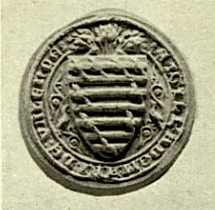
Siegel von Aymer de Valence

Aymer de Valence, 2. Earl of Pembroke (nach anderer Zählung auch 11. Earl of Pembroke) (* zwischen 1273 und 1275; † 23. Juni 1324 bei Saint-Riquier, Picardie) war ein englischer Magnat. Als fähiger Militär und Diplomat war er ein langjähriger Diener seiner königlichen Cousins Eduard I. und Eduard II. Obwohl er während der Herrschaft von Eduard II. erhebliche Bedeutung hatte und dem König nach Kräften half, die zahlreichen Krisen während seiner Herrschaft zu bewältigen, wurde seine Loyalität durch die Günstlingswirtschaft des Königs wiederholt auf eine harte Probe gestellt. Obwohl er ein mächtiger Magnat war, wurden seine Entscheidungen zunehmend durch äußere Einflüsse bestimmt.

## Herkunft
Aymer de Valence entstammte der aus dem Poitou stammenden Familie Lusignan. Er war der dritte Sohn von William de Valence, 1. Earl of Pembroke und dessen Frau Joan de Munchensi. Sein Vater war über die gemeinsame Mutter Isabella von Angoulême einer der Halbbrüder des englischen Königs Heinrich III. und war um 1247 nach England übergesiedelt. Damit war Aymer ein enger Verwandter der englischen Könige Eduard I. und Eduard II. Über seine Mutter war er ein Urenkel von William Marshal, 1. Earl of Pembroke.
Sein Vater kehrte im Januar 1273 vom Kreuzzug des Prinzen Eduard zurück und blieb bis 1274 in der Nähe von Limoges, so dass es möglich ist, dass Aymer in Frankreich geboren wurde. Welchem Ort Valence er seinen Beinamen zu verdanken hat, ist nicht geklärt; es könnte die südwestfranzösische Stadt Valence bei Lusignan sein, woher seine Familie väterlicherseits stammte, doch es gibt keine Belege, nach denen er in Valence geboren wurde.

## Erbe und Heiraten
Als dritter Sohn war für Aymer zunächst wie für seinen namensgleichen Onkel Aymer de Valence eine geistliche Karriere vorgesehen worden. Nachdem sein ältester Bruder John jedoch bereits 1277 gestorben war und sein anderer Bruder William im Juni 1282 in der Schlacht von Llandeilo Fawr gefallen war, wurde Aymer zum Erben seiner Eltern. Sowohl von seinem Vater wie auch von seiner Mutter konnte er ein umfangreiches Erbe mit Besitzungen in England, Wales und Irland erwarten, dazu besaß sein Vater umfangreiche Besitzungen in Frankreich. Als sein Vater 1296 starb, erbte Aymer dessen Besitzungen, die vor allem in Northumberland und East Anglia lagen, dazu wurde er in der französischen Grafschaft La Marche als Vasall des Bischofs von Limoges Herr von Rancon und als Vasall der Äbtissin der Abtei Sainte-Marie de la Règle in Limoges Herr von Bellac und Champagnac. Als Vasall des Bischofs von Angoulême wurde er daneben Herr von Montignac in der Grafschaft Angoulême. Mit diesen französischen Besitzungen war Valence einer der letzten englischen Earls mit größeren Besitzungen in Frankreich. Ab 1296 besuchte er mehrmals seine französischen Güter, und zusammen mit seinen offiziellen Besuchen im Dienst der englischen Könige war er von 1296 bis zu seinem Tod nachweislich 17 Mal in Frankreich. Als sein Großcousin Guido I. von Lusignan 1308 kinderlos starb, hatte Aymer berechtigte Ansprüche auf die Grafschaften La Marche und Angoulême. Der französische König Philipp IV. kaufte ihm diese 1309 für die stattliche Summe von 1000 Livre tournois ab.
Aymer de Valences Bindungen zu Frankreich wurden durch seine beiden Heiraten verstärkt. In erster Ehe heiratete er vor dem 18. Oktober 1295 Beatrix, eine Tochter von Raoul II. de Clermont, Herr von Nesle in der Picardie und Connétable von Frankreich. Nach ihrem Tod im September 1320 heiratete er am 5. Juli 1321 in Paris Marie de Saint-Pol, eine Tochter von Guido de Châtillon, Graf von Saint-Pol. Sie brachte Ländereien bei Tours-en-Vimeu, Thièvre, Orville und Fréacans im heutigen Département Pas-de-Calais mit in die Ehe. Beide Ehen blieben aber kinderlos, das einzige bekannte Kind von Valence ist sein unehelicher Sohn Henry de Valence, der etwa ab 1315 bis 1319 als Ritter im Gefolge seines Vaters diente und 1322 kinderlos starb. Für eine weitere Ehe von Valence mit einer Tochter eines Grafen von Bar gibt es keine Belege.

## Gefolgsmann von Eduard I.
Anfang 1296 begleitete Valence seinen Vater, als dieser während des Französisch-Englischen Kriegs als Gesandter zu Verhandlungen mit Frankreich nach Cambrai reiste. Nach dem Tod seines Vaters im Mai 1296 leistete Valence am 14. Juli 1297 in Westminster dem Thronfolger Eduard den Treueeid. Im selben Jahr wurde er zum Ritter geschlagen. Von 1297 bis 1298 gehörte er zum Heer von König Eduard I., mit dem dieser im Krieg mit Frankreich nach Flandern zog. Während der dortigen Friedensverhandlungen gehörte er 1297 der englischen Delegation an. 1299 gehörte er der Gesandtschaft an, die die Heirat von Eduard I. mit Prinzessin Margarethe von Frankreich aushandelte. In den nächsten Jahren diente er noch mehrmals als Gesandter, so begleitete er 1304 den Thronfolger Eduard, als dieser in Paris dem französischen König für das dem englischen König gehörende Aquitanien huldigte. Daneben nahm er an zahlreichen Feldzügen während des Ersten schottischen Unabhängigkeitskriegs teil. 1298 kämpfte er in der Schlacht von Falkirk und 1300 nahm er an der Belagerung von Caerlaverock Castle teil. Auch 1299, 1301 und 1302 kämpfte er in Schottland. 1303 ernannte ihn der König zum Befehlshaber der englischen Truppen südlich des Forth. Nach der Ermordung seines Schwagers John Comyn wurde er im April 1306 Hauptmann der englischen Truppen in Schottland. In dieser Funktion konnte er im Juni 1306 Robert Bruce in der Schlacht bei Methven eine schwere Niederlage beibringen. Im Mai 1307 wurde er dagegen von Robert Bruce in der Schlacht am Loudoun Hill geschlagen, dennoch ernannte ihn der neue König Eduard II. im August 1307 zum Verwalter von Schottland. Für seine Dienste hatte ihm Eduard I. Anfang 1307 umfangreiche, für beschlagnahmt erklärte Güter von schottischen Rebellen übergeben, darunter Bothwell Castle und den Forrest of Selkirk.

## Gefolgsmann von Eduard II.
Als seine Mutter im Oktober 1307 starb, erbte Valence den Titel Earl of Pembroke und weitere Ländereien, darunter Pembroke und Goodrich Castle in den Welsh Marches sowie die Herrschaft Wexford in Irland. Im November 1307 gehörte Pembroke der Gesandtschaft an, die in Frankreich die Verhandlungen über die Heirat von Eduard II. mit der französischen Prinzessin Isabelle abschloss. Mitte Januar 1308 gehörte er zu den Magnaten, die den König von Dover aus zu seiner Heirat mit Isabelle nach Boulogne begleiteten. Obwohl er noch am 6. August 1307 die Erhebung des königlichen Günstlings Piers Gaveston zum Earl of Cornwall bezeugt hatte, war er um diese Zeit bereits zum Gegner Gavestons geworden. Er gehörte am 31. Januar 1308 zu den Unterzeichnern des sogenannten Boulogne Agreements, womit eine Gruppe von Magnaten ihre Sorge um die finanzielle Lage und die Sicherheit des Reiches ausdrückte, das aber auch gegen den Einfluss Gavestons gerichtet war. Nachdem im April 1308 während des Parlaments die Exilierung Gavestons gefordert wurde, konnte Pembroke im Mai den König mit überzeugen, dieser Forderung nachzukommen. Im März 1309 reiste Pembroke jedoch im Auftrag des Königs nach Avignon, um von Papst Clemens V. die Zustimmung für die Aufhebung des Exils von Gavestons zu erhalten. Gaveston kehrte im Sommer 1309 tatsächlich nach England zurück, doch nun wurde Valence zu einem erbitterten Gegner des königlichen Günstlings. Hierzu trug sicher die Weigerung des Königs bei, die im August 1309 in Stamford zugesagten Reformen umzusetzen. Ein wesentlicher Grund war dabei auch die Arroganz von Gaveston, der Pembroke wegen seiner Größe und seiner blassen Haut unverhohlen als Joseph the Jew (deutsch „Josef der Jude“) schmähte.

## Opposition gegen den König und gegen Gaveston
Es ist deshalb nicht erstaunlich, dass Pembroke im März 1310 zu einem der Lords Ordainer gewählt wurde, die der König widerstrebend mit der Ausarbeitung eines Reformprogramms für die Regierung beauftragte. Bei der Arbeit dieses Gremiums spielte er eine aktive Rolle. Aus diesem Grund blieb er trotz mehrerer Aufforderungen des Königs einem geplanten Feldzug gegen Schottland fern, den der König zusammen mit Gaveston im September 1310 führen wollte. Als das Reformprogramm der Lords Ordainer, die sogenannten Ordinances, am 27. September 1311 in London öffentlich verkündet wurden, war Pembroke anwesend. Als entgegen den Bestimmungen der Ordinances Gaveston Anfang 1312 erneut aus seinem Exil zurückkehrte, beauftragte eine Versammlung von Magnaten und Prälaten Pembroke im März 1312 mit der Ergreifung Gavestons. Zusammen mit dem Earl of Surrey belagerte Pembroke ab dem 17. Mai Gaveston in Scarborough Castle, worauf dieser sich am 19. Mai ergab. Pembroke garantierte bis zu Gavestons Verurteilung durch ein ordentliches Gericht, längstens bis zum 1. August, für seine Unversehrtheit. Anschließend nahm er in ihn in seine persönliche Aufsicht und ließ ihn nach Süden bringen. Am 9. Juni erreichten Pembroke und Gaveston Deddington in Oxfordshire. Pembroke ließ Gaveston unter Aufsicht einiger Gefolgsleute im Haus des örtlichen Rektors, während er seine Frau im etwa 30 km entfernten Bampton Manor besuchte. Während seiner Abwesenheit bemächtigte sich am Morgen des 10. Juni der Earl of Warwick Gavestons. Er ließ ihn nach Warwick Castle bringen und mit Zustimmung des Earl of Lancasters und anderer Magnaten am 19. Juni hinrichten. Diese Gewalttat und der damit verbundene Angriff auf seine Ehre brachte Pembroke wieder auf die Seite des Königs. Er unterstützte zwar weiterhin die Reformen der Ordinances, jedoch nicht mehr die anderen Lords Ordainer, sondern loyal den König.

## Erneuter Unterstützer von Eduard II.
Bereits im August 1312 war Pembroke in Paris, wo er im Auftrag des Königs den französischen König Philipp IV. um Hilfe in den Verhandlungen mit den Lords Ordainer bat. Zurück in England versuchte er am 20. und 21. September unter hohem eigenen Risiko die Loyalität der City of London gegenüber dem König zu sichern. An den folgenden Verhandlungen zwischen dem König und der Adelsopposition nahm er als Parteigänger des Königs teil, bis diese am 20. Dezember 1312 mit einem Ausgleich zwischen den Parteien abgeschlossen wurden. Von Februar bis März 1313 war er wieder in Paris, um einen Besuch Eduards II. in Frankreich vorzubereiten. Im Juni und Juli begleitete er den König und die Königin, als diese dann den französischen König in Paris besuchten, um einen Konflikt in Aquitanien diplomatisch beizulegen. Im Dezember 1313 begleitete er erneut den König nach Frankreich, wo dieser Philipp IV. in Montreuil traf.
Im April 1314 wurde Pembroke zur Vorbereitung des englischen Feldzugs nach Schottland dort zum Stellvertreter des Königs ernannt. Der Feldzug führte zur katastrophalen Niederlage der Engländer in der Schlacht von Bannockburn. Während der Schlacht kämpfte Pembroke im unmittelbaren Gefolge des Königs, und als die Niederlage sich abzeichnete, soll er den König gedrängt haben, sich in Sicherheit zu bringen. Nach der Schlacht flüchtete Pembroke zu Fuß vom Schlachtfeld, entkam aber mit einer Eskorte seiner walisischen Soldaten den siegreichen Schotten. Am 2. Januar 1315 nahm Pembroke an der feierlichen Beisetzung Gaveston teil, der schließlich in Langley beigesetzt wurde. Im Mai und Juni reiste er erneut nach Paris, um sich vom neuen französischen König Ludwig X. den Fortbestand der bislang mit Frankreich geschlossenen Vereinbarungen versichern zu lassen. Zwischen Juli und Oktober 1315 war er in Nordengland, wo er schottische Überfälle abwehren sollte. Im Februar 1316 vertrat er während der Parlamentseröffnung in Lincoln den König, während dieses Parlaments wurde der Earl of Lancaster zum Hauptratgeber des Königs ernannt und bestimmte so weiter die Regierung. Im Juli 1316 schlug Pembroke mit eine Revolte in Bristol nieder, wo die Bürger gegen den königlichen Constable Baron Badlesmere rebelliert hatten.

## Gefangenschaft
Im Dezember 1316 wurde Pembroke zum Führer einer Gesandtschaft ernannt, die den neu gewählten Papst Johannes XXII. um Unterstützung gegen die schottischen Angriffe und vor allem um finanzielle Zugeständnisse bitten sollte. Dazu sollte er versuchen, dass der Eid des Königs auf die Einhaltung der Ordinances aufgehoben wurde. Auf der Rückreise von Avignon wurde er im Mai 1317 bei Étampes von dem Ritter Jean de Lamouilly gefangen genommen und zu einem Ort in der Grafschaft Bar gebracht. Dort wurde er gefangen gehalten, bis er sich einverstanden erklärte, das geforderte hohe Lösegeld von £ 10.400 zu bezahlen. Jean de Lamouilly soll zwischen 1299 und 1312 in englischen Diensten im Krieg mit Schottland gedient haben. Angeblich hat er dabei nicht vollständig den ihm zustehenden Sold erhalten haben, es ist aber auch gut möglich, dass Lamoilly im Auftrag von Graf Eduard von Bar handelte. Dessen Schwester Johanna war von ihrem Mann, dem englischen Earl of Surrey, verstoßen worden, wogegen König Eduard II. nichts unternommen hatte. Die Gefangennahme des königlichen Vertrauten Pembroke wäre damit eine Revanche des Grafen von Bar am englischen König gewesen. Bereits vor Ende Juni 1317 kam Pembroke wieder frei, doch musste er bis zur Bezahlung des Lösegelds Geiseln, darunter seinen unehelichen Sohn Henry, stellen. Um das hohe Lösegeld aufzubringen und die Geiseln freizubekommen, musste sich Pembroke, der über etwa £ 3000 jährliche Einkünfte verfügen konnte, verschulden, was ihn bis zu seinem Tod finanziell belastete.

## Vermittler zwischen dem König und dem Earl of Lancaster
Nach seiner Rückkehr nach England bemühte Pembroke sich, den wieder ausgebrochenen Konflikt zwischen dem König und Lancaster diplomatisch zu lösen. Gelegentlich wird vermutet, dass er als Führer einer Dritten Partei anstelle von Lancaster die Regierung anstrebte, doch dies ist nur eine Vermutung. Angesichts seiner angespannten finanziellen Lage war Pembroke tatsächlich kaum in der Lage, eine größere politische Rolle einzunehmen. Vermutlich versuchte er nur, einen Bürgerkrieg zu vermeiden, der auch ihn weiter belastet hätte. Am 1. November 1317 verpflichtete sich Pembroke gegenüber dem König, ihn im Frieden wie im Krieg zu dienen. Am 24. November forderte er zusammen mit Baron Badlesmere Roger Damory, der zu dieser Zeit als der habgierigste der königlichen Günstlinge galt, dazu auf, sich künftig bei der Annahme von königlichen Geschenken zurückzuhalten, um Lancaster nicht weiter zu erzürnen. Bereits am 1. Oktober 1317 hatten Pembroke und andere Begleiter den König nur knapp davon abgehalten, auf der Rückreise von York nach Süden Lancaster in Pontefract Castle anzugreifen. Zusammen mit anderen Magnaten und Prälaten spielte Pembroke in den folgenden schwierigen Verhandlungen zwischen dem König und Lancaster eine wichtige Rolle, bis schließlich im am 9. August 1318 geschlossenen Vertrag von Leake erneut ein Ausgleich gefunden wurde. Pembroke gehörte zu den wichtigsten Mitgliedern in dem neuen ständigen Kronrat, der im Oktober 1318 vom Parlament in York beschlossen wurde und der künftig den König beraten sollte. Als Mitglied dieses Kronrats hörte Pembroke im März 1319 die Beschwerden der Bürger von London im Kapitelhaus der St Paul’s Cathedral an. Bevor er im September an einem erneuten Feldzug nach Schottland teilnahm, machte er im August 1318 sein Testament. Nach dem gescheiterten Feldzug, bei dem die Engländer vergeblich Berwick belagerten, gehörte Pembroke der englischen Delegation an, die mit Schottland einen zweijährigen Waffenstillstand vereinbarte.

## Rolle während des Despenser War

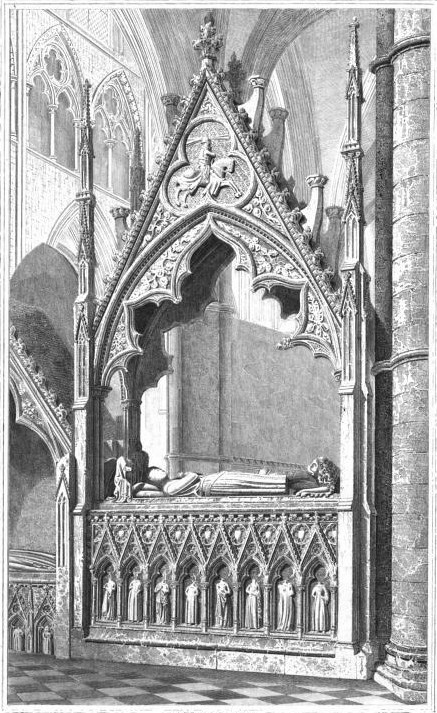
Grabdenkmal des Aymer de Valence in der Westminster Abbey. Zeichnung von 1826

Im Februar 1320 wurde Pembroke für die Dauer des geplanten Frankreichbesuchs des Königs zum Reichsverweser ernannt. Nach mehreren Verzögerungen fand der Besuch schließlich im Juni und Juli statt. Die tatsächliche Macht in England hatte dabei inzwischen der königliche Günstling Hugh le Despenser zusammen mit seinem gleichnamigen Vater. Als Pembrokes Frau im September 1320 starb, reiste Pembroke Ende November 1320 ebenfalls nach Frankreich, um dort Vorbereitungen für eine neue Heirat zu treffen. Er kehrte kurz vor Beginn des Despenser War, einer Rebellion der Marcher Lords und anderer Barone, gegen die Despensers Ende März 1321 zurück. Ende Mai reiste Pembroke erneut nach Frankreich, wo er seine neue Braut Marie de Saint-Pol heiratete und mit ihr Ende Juli nach England zurückkehrte. Direkt nach seiner Rückkehr gelang es ihm, den König zu überzeugen, dem von der Adelsopposition geforderten Exil der Despensers zuzustimmen. Dabei drohte er dem König, dass sogar seine Loyalität ins Wanken geraten würde, falls der König sich weiter gegen das Exil weigerte. Dennoch misstrauten die Angehörigen der Adelsopposition weiterhin Pembroke. In dem folgenden Bürgerkrieg stand Pembroke deshalb wieder auf der Seite des Königs. Im Oktober 1321 unterstützte er den König bei der Belagerung von Leeds Castle. Im Dezember stimmte er der Rückkehr der Despensers aus ihrem Exil zu, anschließend nahm er an dem erfolgreichen Feldzug des Königs gegen die Rebellen unter Lancaster teil. Er gehörte zu den Earls, die nach dem Sieg des Königs den gefangenen Lancaster am 21. März 1322 als Verräter zum Tod verurteilten. Dennoch hatte Pembrokes Ansehen durch seine wechselhafte Haltung während der Rebellion gelitten. Die Gegner des Königs betrachteten ihn als Verräter, während der König unter dem Einfluss der Despensers im Mai 1322 von ihm ein fast demütigendes Loyalitätsbekenntnis verlangte.

## Erneuter Dienst für den König und Tod
Im Spätsommer 1322 nahm Pembroke an dem gescheiterten Feldzug des Königs nach Schottland teil, der am 14. Oktober in der demütigenden Niederlage des englischen Heeres in der Schlacht bei Byland in Yorkshire endete. Anschließend gehörte er zu der englischen Verhandlungsdelegation, die den schließlich im Mai 1323 vereinbarten dreizehnjährigen Waffenstillstand mit Schottland aushandelte. Im Juni 1324 sandte ihn der König nach Paris, um im Konflikt um Saint-Sardos mit Frankreich zu vermitteln. Auf dem Weg dahin starb er plötzlich, vermutlich bei Saint-Riquier in der Picardie. Sein Leichnam wurde zurück nach England gebracht und am 1. August nahe dem Hochaltar von Westminster Abbey beigesetzt.
Höchstwahrscheinlich starb er eines natürlichen Todes, möglicherweise an einer Blutgefäßerkrankung, doch seine Gegner behaupteten, er sei vergiftet worden. Auch dass er ohne eheliche Nachkommen starb, wurde als göttliche Strafe für seinen Beitrag zum Tod des damals als Heiligen verehrten Lancaster angesehen. Die Despensers schikanierten dagegen aus Rache für seine Zustimmung zu ihrem Exil 1321 seine Witwe Marie de Saint-Pol. Diese lebte nach seinem Tod zurückgezogen und starb erst 1377. Zur Erinnerung an ihren Mann stiftete sie sein prächtiges Grabdenkmal sowie eine Kapelle in Westminster Abbey, die heute Teil der Kapelle von St John the Baptist ist, sowie ein Fenster in der neuen Franziskanerkirche in London. Mit Aymer de Valence Tod erlosch sein Titel Earl of Pembroke, seine Witwe gründete 1347 Pembroke College in Cambridge.
Pembrokes Loyalität war ein Vorbild für viele seiner Gefolgsleute, zu denen sein Neffe John Hastings, Lord of Abergavenny, Thomas de Berkeley und John Darcy gehörten. Lawrence Hastings, ein Sohn seines Neffen John Hastings, wurde 1339 als Nachfolger Pembrokes zum Earl of Pembroke erhoben.
Im Victoria and Albert Museum in London befindet sich das Valence Casket, ein reich verziertes Schmuckkästchen, das wahrscheinlich für Aymer de Valence zu Beginn des 14. Jahrhunderts in England oder Frankreich hergestellt wurde.